# Corytoplectus congestus
Corytoplectus congestus là một loài thực vật có hoa trong họ Tai voi. Loài này được (Linden ex Hanst.) Wiehler mô tả khoa học đầu tiên năm 1973.